# Flughafen Kōchi

i7
i11
i13
Der Flughafen Kōchi (japanisch 高知空港 Kōchi Kūkō, IATA-Code: KCZ, ICAO-Code: RJOK), auch Ryōma-Flughafen Kōchi (高知龍馬空港) genannt, ist ein Regionalflughafen der japanischen Stadt Nankoku. Er liegt etwa 15 Kilometer östlich der Stadt Kōchi. Nach der japanischen Gesetzgebung gilt er als Flughafen 2. Klasse.

## Geschichte
Der Flughafen wurde 1944 als Flugplatz der japanischen Kaiserlichen Marine erbaut. 1945 bis 1952 stand er unter dem Kommando der US-Streitkräfte. 1952 wurde er zu einem zivilen Flughafen und nahm 1954 den regulären Betrieb auf.
Im November 2003 wurde der Flughafen der erste in Japan, der nach einer Person benannt wurde, und zwar nach dem Samurai und Wegbereiter der Meiji-Restauration Sakamoto Ryōma.

## Passagieraufkommen etc.
2019 lag das Passagieraufkommen bei knapp 1,6 Millionen Passagieren, beinahe alle stammten aus innerjapanischen Flugverbindungen. Die allermeisten Verbindungen gehen nach Tokio-Haneda (ca. 70 % des Sitzplatzkontigents), gefolgt von Osaka-Itami (ca. 18 % des Sitzplatzkontigents).
Der Flugbetrieb erfolgt von 7 bis 21 Uhr.